# سجن تدمر
سجن تدمر كان معتقل عسكريًا بالاسم ولكن في الحقيقة كان مسلخ بشري يقع بالقرب من مدينة تدمر الصحراوية وبالقرب من آثارها الشهيرة وذلك على نحو 200 كلم شمال شرق العاصمة السورية دمشق. افتُتحَ عام 1966 وهو في الأساس معتقل مخصص للعسكريين وتشرف عليه الشرطة العسكرية. ارتبط اسم السجّن بالسمعة السيئة؛ وفي عام 2001 نشرت منظمة العفو الدولية تقريرًا لها  وصفت فيه السجن بأنه "مصمم لإنزال أكبر قدر من المعاناة والإذلال والخوف بالنزلاء."

## مجزرة سجن تدمر
شهد سجن تدمر واحدة من كبريات المجازر التي وقعت أوائل ثمانينيات القرن العشرين في سوريا. حصلت المجزرة يوم 27 يونيو/حزيران 1980 تحت حكم الدكتاتور حافظ الأسد وأودت المجزرة بحياة مئات السجناء من مختلف المستويات الاجتماعية والسياسية، غالبيتهم مظلومين وتم حسابهم على جماعة الإخوان المسلمين المُعارضة.

## القوقعة: يوميات متلصص
كتب السجناء كثيرا من الكتب عن السجن ومن تلك الكتب كتاب القوقعة الذي يحكي يوميات سجلها سجين مسيحي سجن 12 عاما في عهد الدكتاتور حافظ الأسد.

## تفجير السجن
في يوم السبت 30 مايو/أيار 2015 الموافق لـ 12 شعبان 1436 هـ؛ قامَ عناصر منَ داعش بتفجير سجن تدمر ونسفه بالكامل وذلك بعد ملئه بالعبوات الناسفة وعرضت صوراً لعملية التفجير على الإنترنت،  وكانت داعش قد استولت على مدينة تدمر في 21 مايو 2015 حيثُ طردت منها الجيش السوري لكنها وجدت السجن فارغا لأن المسؤولين على السجن نقلوا نُزلائه إلى سجن البالونة في حمص قبل هجوم داعش على المدينة.

## وصلة خارجية
- تقرير للجزيرة حولَ مجزرة سجن تدمر الجزيرة نت، 10 مارس 2011.